# Майк Меньян
Майк Меньян (фр. Mike Maignan, нар. 3 липня 1995, Каєнна, Французька Гвіана)  — французький футболіст, воротар футбольного клубу «Мілан».

## Клубна кар'єра

### Ранні роки
Меньян народився в Гвіані. Його батько француз, а мати — гаїтянка.

Меньян грав у юнацьких командах Парі Сен-Жермен, брав участь у розіграші юнацької Ліги Чемпіонів УЄФА в сезоні 2013/14

### Перехід до дорослого футболу
У липні 2013 року підписав свій перший професійний контракт з «Парі Сен-Жермен», але так і не зумів дебютувати в матчі за основну команду французького клубу.
Влітку 2015 підписав 5 річний контракт з «Ліллем,» за який дебютував 18 вересня 2015, вийшовши на заміну на 72-й хвилині, після видалення Вінсента Еньєами в матчі 6 туру Ліги 1 проти Ренна. Він зумів відбити пенальті, але пропустив гол з гри. У наступному турі проти Реймса Меньян вперше вийшов в основному складі і знову зумів відбити пенальті, при цьому пропустивши 1 гол.
9 грудня 2015 року на тренуванні пошкодив плече і був направлений до Парижа на операцїю. Повернувся до тренувань після травми в березні 2016 року, однак до заявки на матч того сезону більше не потрапляв.
Сезон 2016/17 розпочав резервістом, граючи переважно у кубкових матчах. Меньян отримав свій шанс у квітні 2017 після травми Вінсента Еньєами, який вибув 15 квітня до кінця сезону. Відтоді Меньян став основним воротарем «Лілля», з сезону 2017/18 ставши номером один в ієрархії воротарів спочатку Марсело Б'єлси, а потім і Крістофа Галтьє.
У сезоні 2018/19 здобув з «Ліллем» срібні медалі та отримав особисту відзнаку як найкращий воротар Ліги 1. В наступному сезоні відіграв за клуб повністю всі матчі Ліги 1 та дебютував у Лізі чемпіонів, навіть вивівши команду на матч проти «Челсі» з капітанською пов'язкою.
У сезоні 2020/21 років Меньян з «Ліллем» здобув титул Ліги 1, обійшовши в останній день чемпіонату свій колишній клуб ПСЖ на одне очко. Меньян закінчив сезон залишивши свої ворота «сухими» 21 раз, Майку не вистачило однієї гри, щоб побити рекорд ліги.
27 травня 2021 року Меньян приєднався до італійського «Мілана», підписавши угоду на 5 років.

## Міжнародна кар'єра
Меньян грав за французькі збірні в категоріях до 16 і до 20 років. З командою футболістів не старше 17 років в 2012 році брав участь у чемпіонаті Європи в Словенії. Був капітаном цього складу збірної

У травні 2019 був уперше викликаний до національної збірної Франції. Майк дебютував за збірну 7 жовтня 2020 року, замінивши Стіва Манданду у другому таймі товариського матчу проти збірної України, який закінчився перемогою з рахунком 7:1. У травні 2021 року Меньян був включений до заявки національної збірної на чемпіонат Європи 2020 року.
| Дата       | Місто         | Господарі | Результат | Гості      | Турнір                                    | Голи | Примітки |
| ---------- | ------------- | --------- | --------- | ---------- | ----------------------------------------- | ---- | -------- |
| 07-10-2020 | Сен-Дені      | Франція   | 7 – 1     | Україна    | товариський матч                          | -1   | 46'      |
| 29-03-2022 | Вільнев-д'Аск | Франція   | 5 – 0     | ПАР        | товариський матч                          | -    |          |
| 06-06-2022 | Спліт         | Хорватія  | 1 – 1     | Франція    | Ліга націй УЄФА 2022—2023 - груповий етап | -1   |          |
| 13-06-2022 | Сен-Дені      | Франція   | 0 – 1     | Хорватія   | Ліга націй УЄФА 2022—2023 - груповий етап | -1   |          |
| 22-09-2022 | Сен-Дені      | Франція   | 2 – 0     | Австрія    | Ліга націй УЄФА 2022—2023 - груповий етап | -    | 46'      |
| 24-03-2023 | Сен-Дені      | Франція   | 4 – 0     | Нідерланди | Відбір до ЧЄ 2024                         | -    |          |
| 27-03-2023 | Дублін        | Ірландія  | 0 – 1     | Франція    | Відбір до ЧЄ 2024                         | -    |          |
| Усього     |               | Матчів    | 7         |            | Голів                                     | -3   |          |

## Титули і досягнення

### Командні
«Лілль»
- Чемпіон Франції (1): 2020–21
- Срібний призер чемпіонату Франції (1): 2018–19

 «Мілан»
- Чемпіон Італії: 2021–22
- Володар Суперкубка Італії: 2024

 Збірна Франції
- Переможець Ліги націй (1): 2020–21

### Особисті
- Найкращий воротар сезону французької Ліги 1: 2018–19
- Символічна збірна сезону французької Ліги 1: 2018–19
- Найкращий воротар сезону італійської Серії А: 2021–22
- Золотий м'яч 2022 — 25-те місце